# Шойдум
Шойдум (мар. Шойдӱҥ) — деревня в Куженерском районе Республики Марий Эл. Входит в состав Русскошойского сельского поселения.

## География
Находится в северо-восточной части республики Марий Эл на расстоянии приблизительно 25 км на юго-восток от районного центра посёлка Куженер.

## История
Деревня возникла в конце XVIII — начале XIX веков, название связано с местной речкой Шойка. В 1859 году в деревне было 24 двора, проживало 165 человек, в 1874 году здесь проживали 28 русских и 8 марийских семей, всего 207 жителей. В 1891 году в деревне был 31 двор. В 1929 году было 70 дворов, проживало 340 человек, в 1943 году 65 и 310 человек, в 1949 году 63 дворов и 236 жителей. В 1989 году деревня состояла из 65 дворов, в ней проживало 254 человека, в 1998 году 49 домов и 178 жителей, в 2002 году 48 хозяйств и 161 житель. В 2005 году отмечено было 45 хозяйств. В советское время работал колхоз «Ужара».

## Население
Население составляло 149 человек (мари 98 %) в 2002 году, 127 в 2010.